# Keithroy Cornelius
Keithroy Cornelius (3 maggio 1968) è un ex calciatore americo-verginiano, di ruolo centrocampista.

## Carriera
Conta 8 presenze con la maglia della sua Nazionale.